# Arnold Charlesworth
Arnold Charlesworth (6 tháng 7 năm 1930 – 1972) là một cựu cầu thủ bóng đá người Anh thi đấu ở vị trí tiền đạo tầm xa ở Football League cho York City, ở bóng đá non-league cho Boston United và Grantham, và đầu quân cho West Bromwich Albion và Rotherham United mà không có một lần ra sân ở giải vô địch.